# Ибрагим Кыпсак
Ибрагим Кыпсак (Каракыпсак Ибрагим, настоящее имя — Абдулла Галямович Ибрагимов, баш. Ибраһим Ҡыпсаҡ, Ғабдулла Ғәбделғәлләм улы Ибраһимов; 1895—1937) — башкирский писатель, деятель Башкирского национального движения.

## Биография
Родился в 1895 году в деревне Сапыково Оренбургского уезда Оренбургской губернии, ныне Кугарчинский район Башкортостана.
Принимал участие в Первой мировой войне и Гражданской войне. С 1917 года становится участником башкирского национального движения.
С 1918 года работает секретарём Кипчакской кантональной управы.
С 1919 года является комиссаром Башкирской отдельной стрелковой бригады. В 1919 году окончил Коммунистический университет имени Я. М. Свердлова.
В 1920 году был депутатом I Всебашкирского съезда Советов рабочих, крестьянских и красноармейских депутатов. С 1920 года — народный комиссар по социальному обеспечению Автономной Башкирской Советской Республики.
С 1921 года работал в должности заместителя председателя Комиссии помощи голодающим при Башкирском центральном исполнительном комитете (Башпомгола). Был заведующим отдела Башкирского областного комитета РКП(б). Позже заведовал Центральным архивом Башкирской АССР.
С 1923 года являлся директорам Оренбургского башкирского педагогического техникума, а с 1926 года — председателем правления Республиканской потребительской кооперации Башкирской АССР. С 1931 года — начальник отдела Завода комбайновых моторов в городе Уфе.
В 1932—1934 гг. работал в должности заместителя директора Белорецкого металлургического завода.
В 1934—1937 гг. являлся слушателем Всесоюзной промышленной академии имени И. В. Сталина в Москве.
26 июля 1937 года арестован и обвинён в участии в контрреволюционной повстанческой организации. 27 сентября 1937 года расстрелян. Место захоронения — Донское кладбище. Реабилитирован 25 февраля 1958 года.

## Публикации
Публиковался под псевдонимами "Ибрагим Кыпсак" и "Ибрагим Каракыпсак". Является автором документального очерка «Петроград өсөн көрәштә башҡорттар» (1925; «Башкиры на защите Петрограда»). Им написано ряд рассказов о событиях Гражданской войны, установлении советской власти в Башкортостане «Йәшелдәр» (1928; «Зелёные»), «Түңәрәк өҫтәл» (1934; «Круглый стол»)  и другие.